# Kościół Opatrzności Bożej w Drawskim Młynie
Kościół Opatrzności Bożej – katolicki kościół filialny znajdujący się w Drawskim Młynie w gminie Drawsko. Należy do parafii Najświętszego Serca Pana Jezusa w Drawsku. 
Murowaną świątynię zbudowano w latach 1985 - 1991 według projektu architekta Wojciecha Śpikowskiego, w wyniku starań ks. kanonika Antoniego Śpikowskiego. Na drzwiach drewniane płaskorzeźby św. Piotra, św. Pawła i św. Antoniego. 
Parafia w Drawsku od roku 1972 starała się o pozwolenie na budowę kościoła we wsi, jednak władze administracyjne PRL odmawiały udzielenia tego rodzaju pozwolenia. Mimo to zbierano materiały budowlane. Pozwolenie ostatecznie wydano w 1981. Obiekt został poświęcony przez biskupa Stanisława Napierałę 7 lipca 1991. 
Przy świątyni zlokalizowano:
- figurę św. Jana Pawła II,
- figurę św. Józefa odsłoniętą 14 maja 2004, upamiętniającą 150-lecie istnienia miejscowej odlewni żeliwa[1],
- zadaszoną kaplicę Matki Boskiej Jazłowieckiej z drewnianą figurą,
- tablicę pamiątkową upamiętniającą dzień śmierci Jana Pawła II - 2 czerwca 2005,
- wyeksponowany stary kamień młyński.

## Galeria

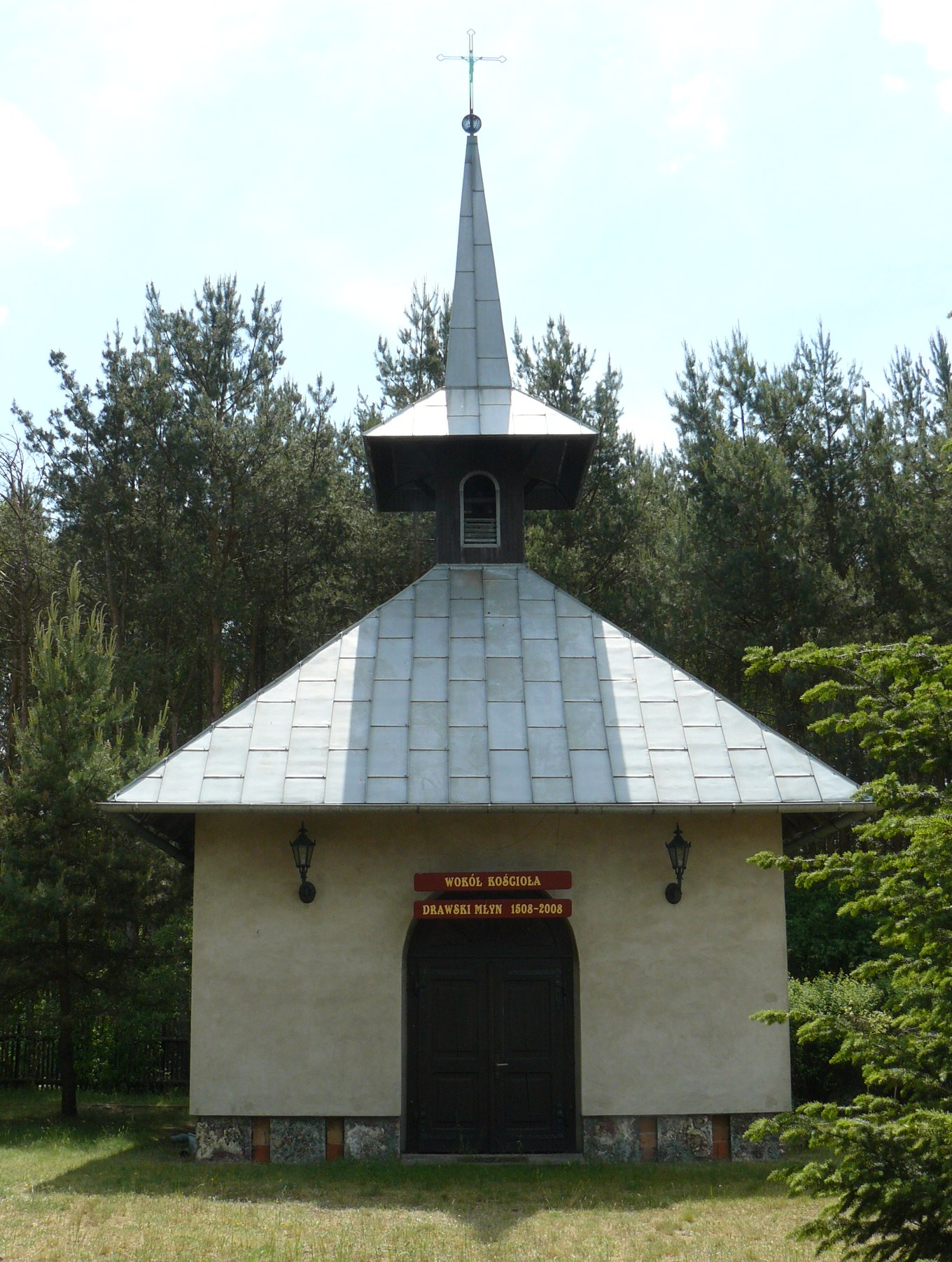
Kaplica pogrzebowa
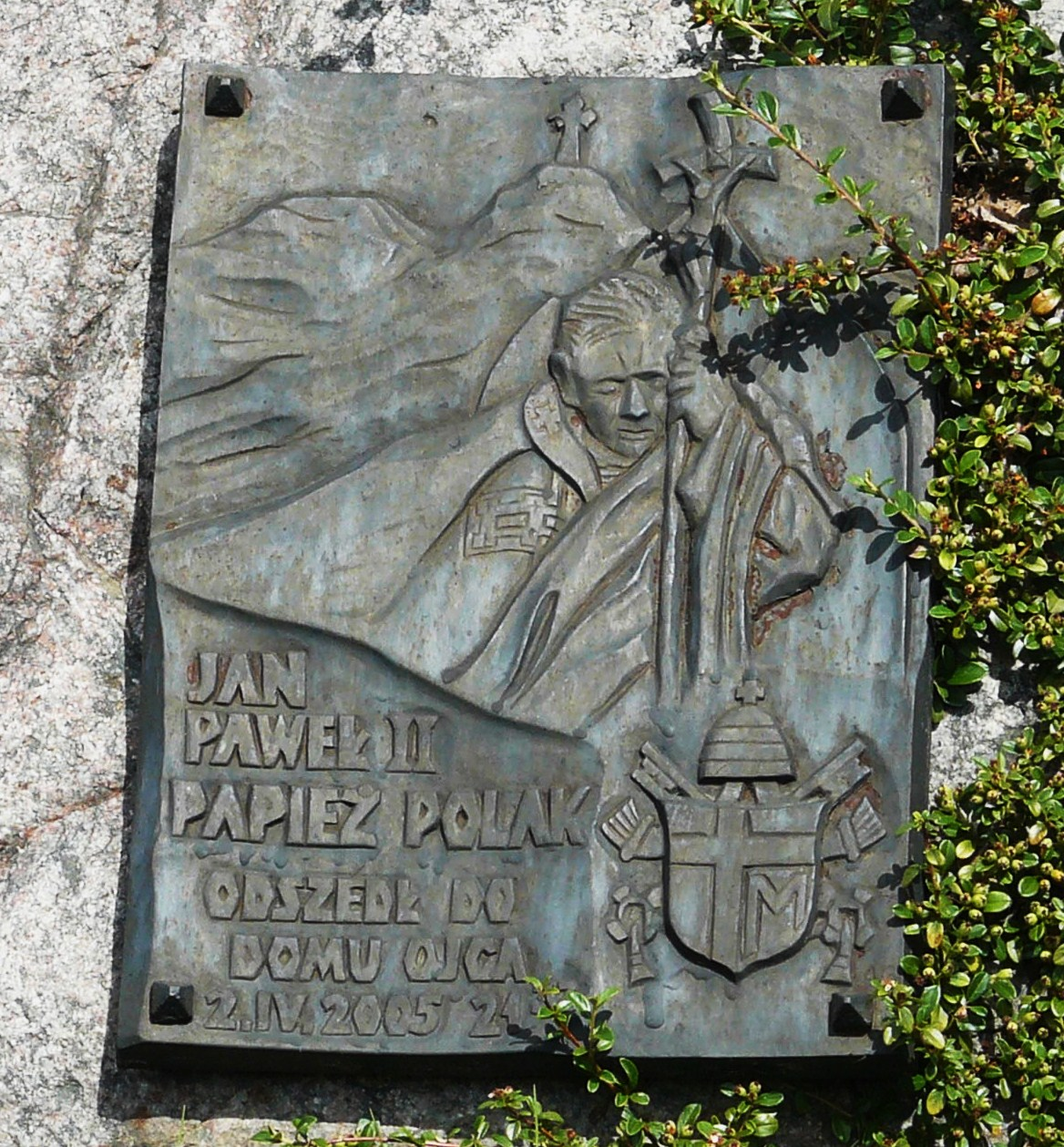
Tablica papieska
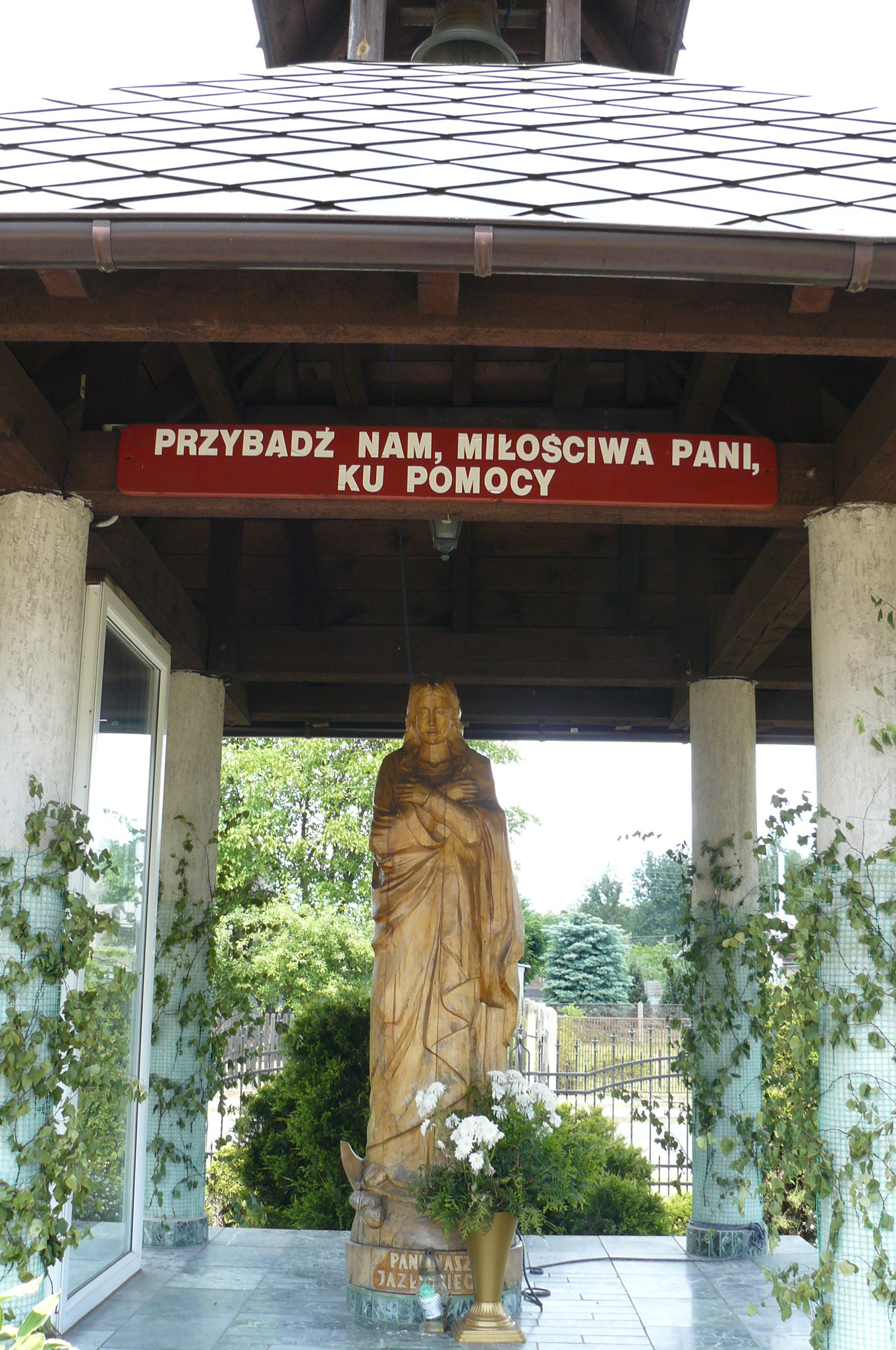
MB Jazłowiecka